# Ioan al Boemiei

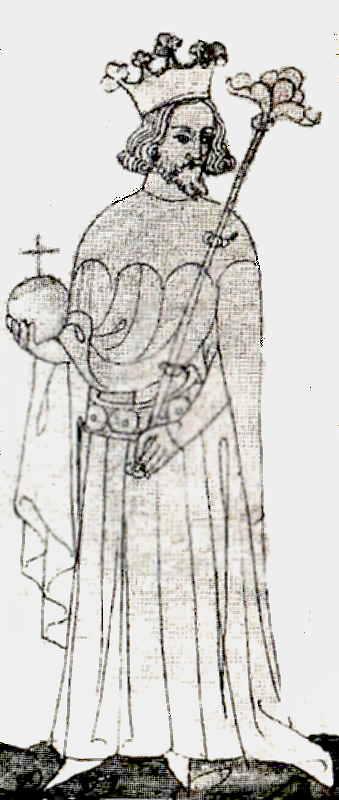
Ioan de Luxemburg (reprezentare în Chronicon aulae regiae, 1305–1339, Mănăstirea cisterciană din Zbraslav)

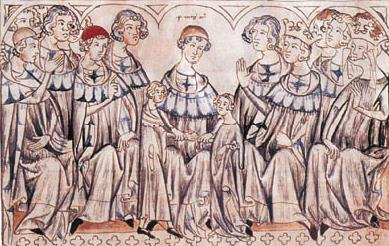
Căsătoria lui Ioan de Luxemburg cu Elisabeta de Boemia în Speyer 1310

Ioan de Luxemburg sau Ioan de Boemia (în cehă Jan Lucemburský, în luxemburgheză Jang de Blannen, în germană Johann von Luxemburg, în franceză Jean de Luxembourg, Jean l’Aveugle; n. 10 august 1296, Luxemburg – d. 26 august 1346, Crécy) ulterior numit Ioan cel Orb, a fost rege al Boemiei (1311–1346), conte de Luxemburg și rege titular al Poloniei (1311–1335). El a fost considerat întruchiparea  cavalerului ideal din vremea sa fiind renumit pentru participările la turniruri și pentru mărirea puterii familiei sale.
Rămas orb în 1340 în urma unei boli ereditare, Ioan de Luxemburg a murit participând la Bătălia de la Crécy. El este considerat erou național al Marelui Ducat de Luxemburg.

## Biografia

### Tinerețea și primii ani în Boemia
Ioan a fost fiul împăratului Henric al VII-lea și al Margaretei de  Brabant. Încă de la o vârstă fragedă și-a însoțit tatăl în călătorii și a petrecut o perioadă de timp la Paris, unde a și studiat. După ce Henric al VII-lea a fost ales rege romano-german în noiembrie 1308, el l-a înfeudat pe fiul său, în vârstă de 12 ani, cu comitatul Luxemburg. În 1309, un grup de nobili boemi oponenți ai regelui Boemiei, Henric al Carintiei, au cerut ajutorul lui Henric al VII-lea pentru alungarea acestuia. În urma negocierilor, la dieta din iunie 1310 la Frankfurt Henric al VII-lea a ajuns la un acord cu nobilii și Stările Generale boeme. Pe 30 august același an în Speyer Henric al VII-lea l-a înfeudat pe fiul său Ioan cu Regatul Boemiei. În ziua următoare Ioan a fost căsătorit cu prințesa Boemiei, Elisabeta, sora lui Venceslau al III-lea, al cărui asasinat în 1306 a însemnat extincția pe linie masculină a dinastiei Přemyslid.
În octombrie 1310 Ioan însoțit de armata sa a intrat în Boemia, în timp ce tatăl său a plecat în Italia pentru a fi încoronat ca împărat. Doi franconi au fost desemnați consilieri ai lui Ioan care era încă minor: contele Berthold de Henneberg, tutorele său, și arhiepiscopul Peter de Mainz. Ei au primit pe 16 octombrie 1310 împuternicirea de „a aranja lucrurile Regatului Boemiei în funcție de binele necesar”. Ambii erau numiți oameni de încredere „excelenți”. Ioan, care fusese numit de Henric și vicar imperial, a asediat orașul Kuttenberg, cel mai bogat oraș la acea vreme în Boemia, însă nu a reușit să-l cucerească. Apoi a asediat un oraș mai mic, Kolín, dar Henric de Carintia l-a învins din nou. Când în sfârșit Ioan a intrat în Praga și a fost încoronat împreună cu soția sa pe 11 februarie 1311, el nu cucerise încă nimic. A trebuit să accepte cererea nobilimii locale ca funcțiile în stat să fie ocupate doar de nobili din Boemia și Moravia, ceea ce a avut ca urmare creșterea puterii nobilimii și a sentimentului național boem. Pentru Ioan, acceptarea coroanei Boemiei a însemnat automat revendicarea tronurilor Poloniei și Ungariei care aparținuseră ultimilor doi regi ai Boemiei din dinastia Přemyslid.
În timpul incursiunii tatălui său în Italia au avut loc mai multe evenimente nefericite pentru Ioan: mama sa, Margareta de Brabant, a murit bolnavă pe 14 decembrie 1311 la Genua și în același an unchiul său, Walram de Luxemburg, a murit rănit de o săgeată în timpul asediului Bresciei. După încoronarea ca împărat, care a avut loc la Roma în 1312, în timpul unor conflicte militare în nordul Italiei, Henric al VII-lea s-a îmbolnăvit și a murit de malarie pe 24 august 1313 la Siena. La trei ani de la nunta singurului fiu al lui Henric al VII-lea, Casa de Luxemburg părea că se apropie de extincție. Fratele lui Henric, Baldwin de Luxemburg, arhiepiscop de Trier, era acum seniorul familiei. Ioan avea 17 ani și era tatăl unei fiice. El a încercat fără succes să-i urmeze tatălui său la tronul romano-german. Ioan nu a reușit să-i atragă de partea sa pe principii electori germani, în principal pentru că aceștia se temeau de un dezechilibru al puterilor și preferau să aleagă un candidat mai slab. Ei l-au ales în 1314 pe Ludovic al VI-lea  din Casa de Wittelsbach, iar Ioan a trebuit să accepte. Urmare a presiunii nobililor, el i-a demis din serviciul său pe arhiepiscopul Peter de Mainz, Berthold de Henneberg și pe Ulrich, landgraful de Leuchtenburg. Apoi familia de Luxemburg și cea de Wittelsbach s-au unit împotriva lui Frederic cel Frumos, pe care o parte dintre principii electori îl aleseseră antirege. 
Între timp, Ioan, „regele străin” de Boemia cum era el numit, a fost forțat să acorde nobililor boemi o mai mare participare la exercitarea puterii, ceea ce a avut ca urmare un război civil. Pentru atenuarea conflictului, Ioan l-a numit pe Peter de Aspelt, arhiepiscopul de Mainz, căpitan general al Boemiei. În 1317, nobilimea amenința constant nu numai cu un război, ci și cu alegerea unui Habsburg pentru tronul Boemiei.

### Politica europeană
În alianță cu Ludovic al VI-lea (Bavarezul), Ioan a luptat în 1322 în Bătălia de la Mühldorf, victoria fiind de partea lor. La scurt timp însă prietenia dintre Ioan și Ludovic lor a slăbit. Ioan a dorit să medieze în disputa dintre Ludovic și papalitate, sperând să obțină participarea la stăpânirea și guvernarea nordului Italiei, dar aceste planuri nu s-au finalizat.
Ioan nu și-a putut impune niciodată puterea cu adevărat în Boemia, deoarece el se afla foarte rar în țară fiind implicat în mai multe conflicte europene. El a încercat de mai multe ori să-și impună pretenția la tronul Poloniei, intervenind și în conflictul dintre Ordinul Cavalerilor Teutoni și regele polonez Vladislav I cel Scurt fiind de partea teutonilor și participând la campaniile lor din 1328/1329, 1336/1337 și 1344/1345 împotriva Lituaniei. Ioan a reușit să înregistreze anumite succese în Silezia, unde între 1327 și 1335 mai mulți duci i-au jurat credință. În schimb, regele polonez și cel ungar s-au aliat, ambii simțindu-se amenințați de pretenția lui Ioan la tronul lor.

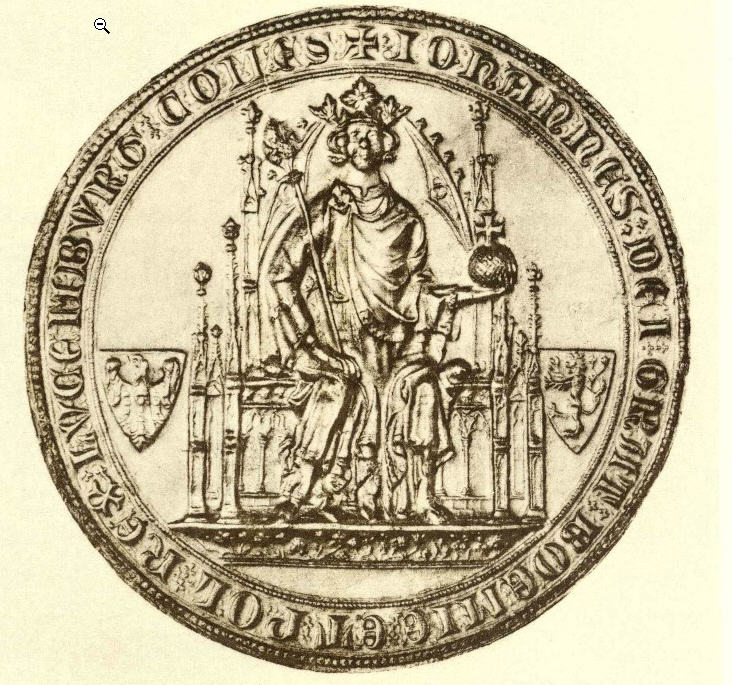
Sigiliul lui Ioan de Luxemburg

Ioan s-a întors din nou spre Franța după ce relațiile tradițional bune dintre Casa de Luxemburg și casa regală franceză a Capețienilor se deterioraseră în anii anteriori deoarece împăratul Henric al VII-lea se împotrivise politicii franceze de expansiune la frontiera vestică a imperiului. În timpul călătoriei lui Henric la Roma regele francez Filip al IV-lea acționase împotriva împăratului. Ulterior relațiile s-au normalizat și Ioan a petrecut câteva săptămâni anual la curtea din Paris, unde se organizau turniruri, iar Filip al VI-lea chiar l-a sprijinit pe Ioan cu trupe.
În cele din urmă, în 1335 regele polonez Casimir al III-lea a încercat să soluționeze conflictul cu Ioan. Cei doi regi s-au întâlnit la Visegrád. Casimir a recunoscut suveranitatea Boemiei asupra Sileziei și a renunțat la pretenția la coroana boemă în schimbul unei recompense financiare, iar Ioan a renunțat la pretenția sa la coroana poloneză și a limitat sprijinul acordat Ordinului Cavalerilor Teutoni.

### Politica dusă în Italia

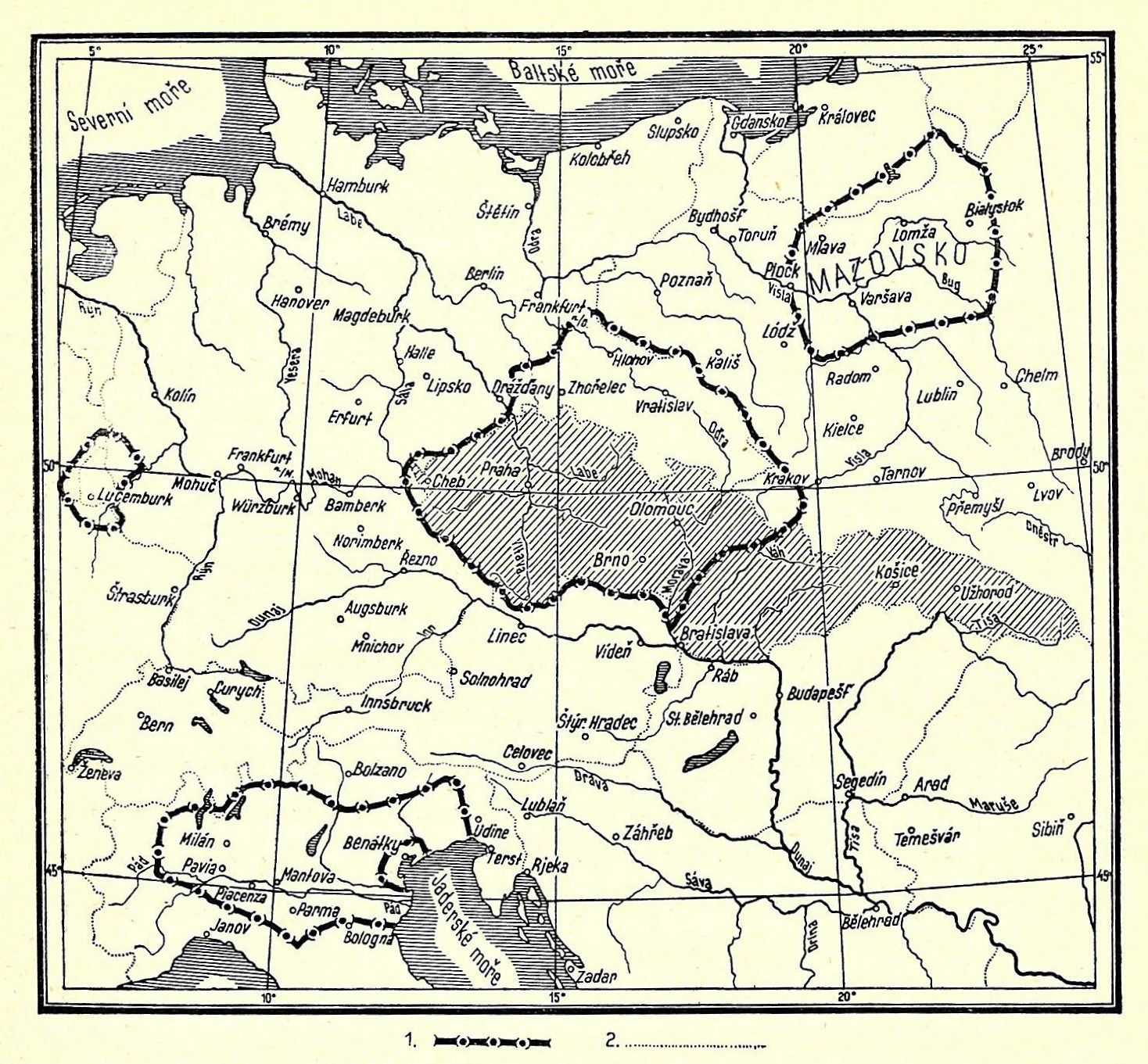
Teritoriile lui Ioan de Luxemburg (liniile îngroșate de graniță)

Ioan de Luxemburg și împăratul Ludovic Bavarezul s-au întâlnit în 1330. Deși Ludovic fusese de mult timp excomunicat de Papa, el a condus totuși o campanie militară în Italia. Pe de altă parte Ioan, cu o înțeleaptă reținere față de papă și față de împăratul Ludovic, devenise în ultimii ani un suveran puternic și acționase cu pricepere în politică. El devenise un fel de arbitru și judecător al păcii în Europa. Ioan a ținut locul regelui romano-german până când acesta s-a întors din incursiunea sa nefericită în Italia. Ioan părea să se afle pe culmea succesului, așa că a făcut cu un nou plan: voia să plece el însuși spre nordul Italiei. O astfel de campanie militară în Italia era într-adevăr neobișnuită în contextul unei politici interne care se dorea stabilă: Ioan dorea să instituie o guvernare luxemburgheză în nordul Italiei.
În 1330 Ioan a plecat de la Innsbruck la Trento (în germană Trient), cu o mică armată de 400 de călăreți cu armuri. Motivul acestei acțiuni în Italia este controversat: este posibil ca Ioan să fi vrut să protejeze drepturile imperiului, răspunzând astfel chemării reprezentanților săi din Brescia sau poate era doar dornic de aventură. De asemenea, este posibil ca el să fi vrut să restabilească ordinea în țara devastată de război redeșteptând astfel memoria tatălui său, Henric al VII-lea, care se aflase și el în Italia în același scop. Tocmai orașul Brescia, care se opusese cândva tatăl său, și-a deschis porțile pentru Ioan de Luxemburg. După trei luni, toate marile orașe din Lombardia i s-au supus. Această supunere era motivată de crearea unei alianțe de apărare împotriva regelui Franței, Filip al VI-lea.
În timpul sărbătorilor de Paști din 1331 moștenitorul tronului Boemiei, Carol, născut în 1316, a apărut pentru prima dată alături de tatăl său în mod oficial. Carol a început curând să se opună tatălui său, dar și să acționeze independent. El a fost cel care la vârsta de 17 ani, în calitate de prinț moștenitor, fără să-l consulte pe tatăl său, a ordonat războiul împotriva Florenței, acțiune care a fost a avut foarte puțin succes. Pe de altă parte totuși, Ioan a primit guvernarea mai multor orașe și chiar puternicul Visconti l-a recunoscut formal ca suveran. În același timp a crescut neîncrederea față de Ludovic, care i-a instruit pe oamenii săi de încredere italieni să se supună doar vicarului imperial numit de el, Otto cel Vesel.

### Ultimii ani - între Franța și Imperiu
În ultima parte a domniei sale Ioan s-a ocupat de problemele din vestul imperiului. În 1332 a semnat un acord cu regele francez, Filip al VI-lea prin care se angaja să ofere ajutor în caz de război (cu excepția cazului în care regele romano-german ar fi fost implicat în respectivul conflict). Astfel Ioan spera ca politica sa internă să poată urma un curs lin, mai ales că francezii îl susțineau acum în acțiunile sale nordul Italiei.
Acolo mai multe orașe puternice formaseră o alianță cu regele din Napoli. Ioan a suferit mai multe înfrângeri și a trebuit să se retragă în octombrie 1333 deoarece fiul său Carol refuzase să apere puținele baze care le mai rămăseseră. Politica lui Ioan în nordul Italiei nu a avut succes, dar incursiunile sale la sud de Alpi au determinat rămânerea acestui teritoriu în imperiu - ceea ce a corespuns planurilor Papei.
În 1335 Ioan a renunțat la coroana poloneză în schimbul unei compensații financiare și a ducatelor din Silezia, care de atunci au rămas feude subordonate Boemiei. În același timp, situația dintre Ioan și Ludovic Bavarezul s-a detensionat. Împăratul a pretins Tirolul, pe care Ioan îl revendicase ca urmare a căsătoriei celui de-al doilea fiu al său, Ioan Henric, cu Margareta de Tirol. Luptele au izbucnit în 1336, dar s-a ajuns la un acord pașnic în același an. La scurt timp după aceea, Ioan a pornit o cruciadă împotriva lituanienilor (1316–1345).
În 1337 Ioan de Luxemburg, marele cavaler și erou al turnirurilor, a rămas fără ochiul drept datorită unei boli ereditare a familiei de Luxemburg: oftalmia. Evoluția bolii putea fi oprită doar prin îndepărtarea ochiului bolnav astfel fiind stopată extinderea ei la ochiul sănătos. În ciuda operației efectuate de Guy de Chauliac, Ioan a pierdut și ochiul stâng trei ani mai târziu, fiind ulterior supranumit „cel Orb”. În timpul războiului izbucnit în 1337 între Anglia și Franța (vezi Războiul de 100 de ani), Ioan a fost de partea Franței, iar Ludovic de partea Angliei. Ioan a condus cu succes luptele din Gasconia în 1339. El nu a fost prezent la semnarea Declarației de la Rhense (în germană Kurverein von Rhense), prin care principii electori au subliniat dreptul lor de a alege regele romano-german și au respins pretențiile Papei de a stabili el însuși regele romano-german.
Tensiunile dintre Ioan de Luxemburg și Ludovic Bavarezul au persistat, iar opoziția în imperiu a crescut. Pe 13 iulie 1346, Carol, fiul cel mare al lui Ioan, care arăta din ce în ce mai multă inițiativă proprie, contrazicându-l des pe tatăl său, a fost ales rege romano-german. El a urmat la tronul imperiului la scurt timp după moartea lui Ludovic Bavarezul, fără a fi contestat, devenind un împărat capabil a cărui politică internă și a căsătoriilor, a provocat opoziție și resentimente mai ales în nordul îndepărtat al imperiului.

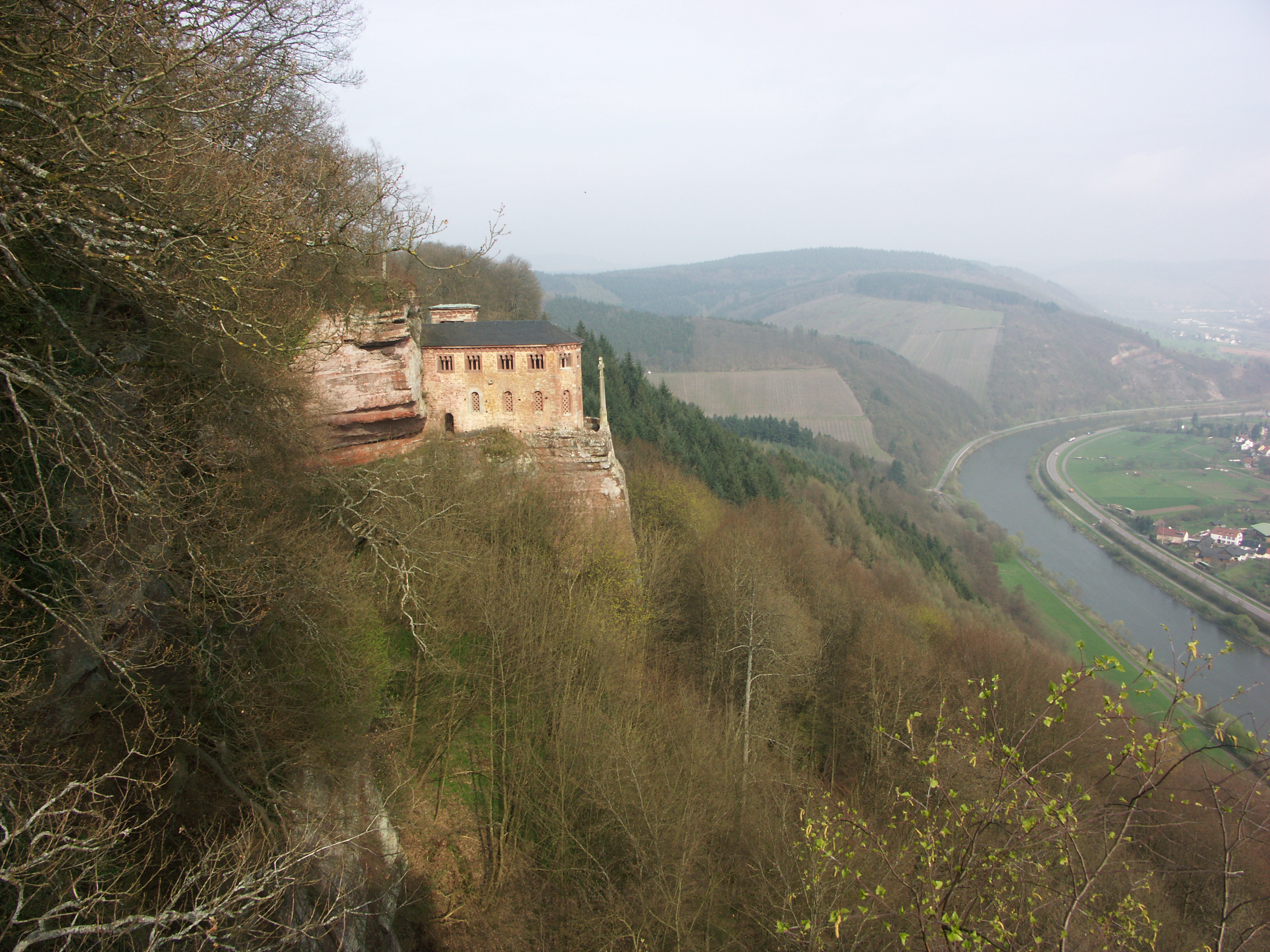
Capela mormântului regelui Ioan la Schitul Kastel lângă Kastel-Staadt

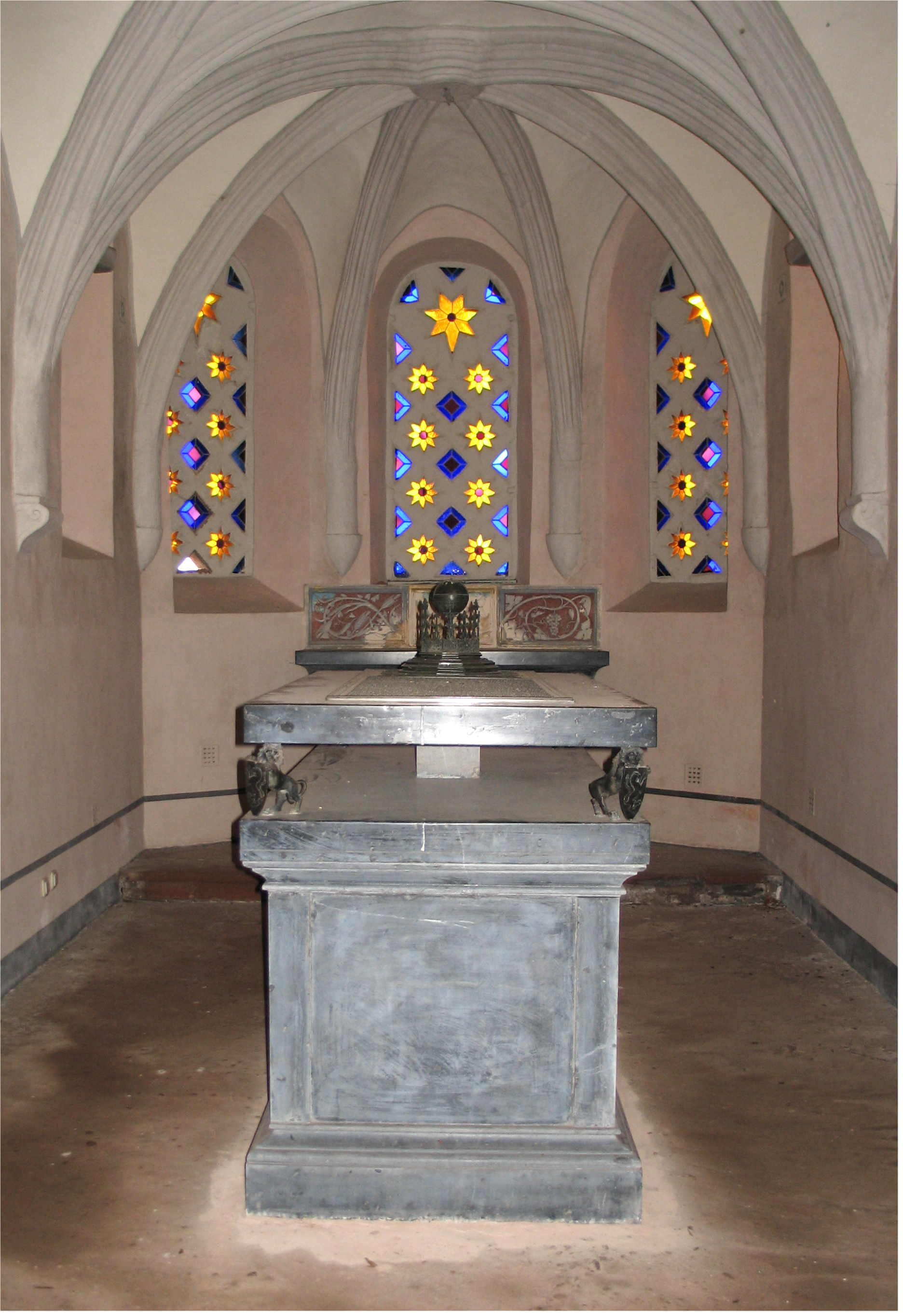
Sarcofagul lui Ioan de Boemia în capela schitului Kastel

Ioan a murit în 1346 în Bătălia de la Crécy, în timpul căreia fiul său Carol s-a retras de pe câmpul de luptă în circumstanțe neclare. Potrivit martorilor vremii Ioan, deși era complet orb, s-a avântat în luptă călare. Legenda spune că după bătălie prințul de Wales, Edward de Woodstock (supranumit „Prințul Negru”) pe atunci în vârstă de 16 ani, s-a apropiat de trupul lui Ioan, spunând cuvintele admirative „There lies the Prince of Chivalry, but he does not die” („Aici zace prințul cavaleriei, dar el nu moare”) și luând cu sine însemnul regal reprezentând două aripi de pe coiful lui Ioan. Acest episod nu este însă dovedit istoric. Ornamentul sub forma a trei pene de struț - care ar putea totuși să aibă altă origine - și motto-ul lui Ioan în germană „Ich Dien” se găsesc în blazonul prințului de Wales până în prezent.
Moartea regelui a făcut o impresie profundă asupra nobilimii europene: Ioan a rămas fidel până la sfârșit jurământului pe care l-a depus ca aliat și a murit ca întruchipare a idealurilor cavalerismului european. Englezii i-au dedicat o ceremonie funerară specială condusă de episcopul Durham. Politica lui Ioan este de obicei judecată în prezent mai binevoitor decât în trecut, când era privit în umbra succesului politic al fiului său, Carol, și descris ca un tată intolerant care nu-i recunoaștea acestuia calitățile.

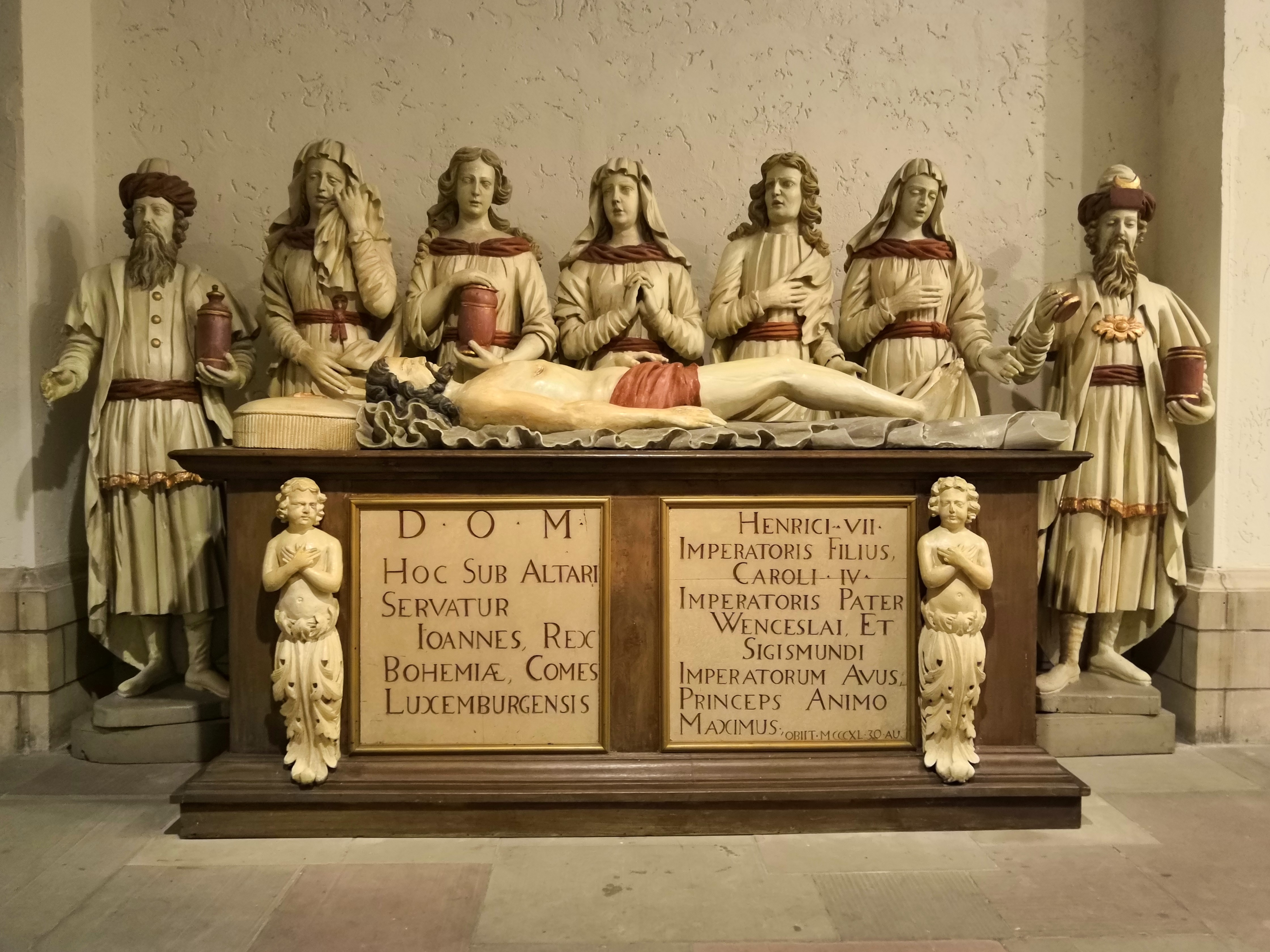
Mormântul lui Ioan în Catedrala din Luxemburg

Ioan a fost înmormântat întâi în Abația Altmünster din Luxemburg. După distrugerea abației în 1543, Ioan a fost înmormântat în Abația Neumünster tot în Luxemburg. În timpul Revoluției Franceze, osemintele lui Ioan au intrat în posesia familiei de comercianți Boch din Mettlach. Potrivit familiei Boch, rămășitele lui Ioan, care se odihneau într-o cameră de la mansardă, fuseseră primite de Pierre-Joseph Boch de la călugări pentru a fi ascunse din calea trupelor revoluționare franceze. Fiul acestuia, Jean-François Boch, a dat rămășițele lui Ioan prințului moștenitor prusac Frederic Wilhelm al IV-lea în 1833 în timpul călătoriei acestuia în Renania prusiană. Prințul moștenitor, care îl considera pe Ioan strămoșul său, i-a dat constructorului Karl Friedrich Schinkel⁠(d) sarcina de a ridica o capelă pentru Ioan cel Orb. Din 1834 până în 1835, Schinkel a construit capela în Kastel-Staadt pe locul vechiului schit Kastel pe o stâncă deasupra văii râului Saar. În 1838 la aniversarea morții lui Ioan de Luxemburg, rămășițele sale au fost depuse acolo într-un sarcofag de marmură neagră. Reînhumarea figurează în Registrul morților parohiei din anul 1838 la pagina 202.
Pe 25 august 1946 în cadrul unei ceremonii militare speciale rămășițele lui Ioan - declarat erou național al Luxemburgului - au fost mutate cu onoruri militare de la Kastel (astăzi orașul Kastel în districtul Trier-Saarburg) în capitala Luxemburg în cripta aflată sub Catedrala Notre Dame.

## Căsătoriile și descendenții
Ioan de Luxemburg s-a căsătorit pe 31 august 1310 în Speyer cu Elisabeta de Boemia (1292-1330), fiica lui Venceslau al II-lea, regele Boemiei. După moartea acesteia Ioan s-a căsătorit în 1334 cu Beatrice de Bourbon la Castelul Vincennes .
Din prima căsătorie au rezultat șapte copii:
- Margareta (1313–1341) căsătorită cu Henric al XIV-lea, duce al Bavariei (1305–1339);
- Jutta (ulterior Bona; 1315–1349) căsătorită în 1332 Ioan al II-lea, rege al Franței;
- Carol al IV-lea (1316–1378), împărat al Sfântului Imperiu Roman;
- Přemysl Ottokar de Luxemburg (1318–1320);
- Ioan Henric (1322–1375), margraf al Moraviei, căsătorit cu Margareta, contesă a Tirolului;
- Anna (1323–1338) căsătorită în 1335 cu Otto cel Vesel, duce al Austriei;
- Elisabeta (1323– 1324) sora geamănă a Annei.

Din a doua căsătorie a rezultat un singur copil:
- Venceslau (1337–1383), conte și apoi duce de Luxemburg.

Copii nelegitimi:
- Nicolae (1322–1358), Patriarh al Aquileiei.